# ソアリン

ソアリンのロゴ。

ソアリン（Soarin' / Soaring）は、ディズニーパークにあるフライトシミュレーター型アトラクション。世界6大陸の様々な場所をハンググライダーで飛行する体験ができる。

## このアトラクションが存在するパーク
ソアリン・アラウンド・ザ・ワールド
- ディズニー・カリフォルニア・アドベンチャー（ディズニーランド・リゾート）
- エプコット（ウォルト・ディズニー・ワールド・リゾート）

ソアリン・オーバー・ザ・ホライズン
- 上海ディズニーランド（上海ディズニーリゾート）

ソアリン:ファンタスティック・フライト
- 東京ディズニーシー（東京ディズニーリゾート）

## 概要
足元まで覆われている前面のスクリーンに空撮映像が映し出され、風や匂いなどによって実際に空を飛んでいる様な感覚になれる。アトラクション名の「Soarin'」は、舞い上がるという意味の英単語「Soar」を元にしている。
カリフォルニアおよびフロリダではオープン当初はカリフォルニア州の映像を採用していたが、2016年6月に上海ディズニーランドのオープンに合わせて空撮映像がカリフォルニア上空から世界旅行バージョンに変更され、名称も「ソアリン・アラウンド・ザ・ワールド」に変更された。世界旅行バージョンからの設置となったパークでは名称が変更されており、上海ディズニーランドは「ソアリン・オーバー・ザ・ホライズン」、東京ディズニーシーは「ソアリン:ファンタスティック・フライト」となっている。

## 各施設紹介

### ディズニー・カリフォルニア・アドベンチャー
| ソアリン・アラウンド・ザ・ワールド Soarin' Around the World | ソアリン・アラウンド・ザ・ワールド Soarin' Around the World | ソアリン・アラウンド・ザ・ワールド Soarin' Around the World      | ソアリン・アラウンド・ザ・ワールド Soarin' Around the World      |
| ----------------------------------------------------------- | ----------------------------------------------------------- | ---------------------------------------------------------------- | ---------------------------------------------------------------- |
| オープン日                                                  | オープン日                                                  | 2001年2月8日 2016年6月17日（ソアリン・アラウンド・ザ・ワールド） | 2001年2月8日 2016年6月17日（ソアリン・アラウンド・ザ・ワールド） |
| クローズ日                                                  | クローズ日                                                  | 2016年6月15日（ソアリン・オーバー・カリフォルニア）              | 2016年6月15日（ソアリン・オーバー・カリフォルニア）              |
| スポンサー                                                  | スポンサー                                                  | なし                                                             | なし                                                             |
| 所要時間                                                    | 所要時間                                                    | 約5分                                                            | 約5分                                                            |
| 利用制限                                                    |                                                             | 身長102cm以上                                                    | 身長102cm以上                                                    |
| ファストパス                                                | ファストパス                                                |                                                                  | ○                                                                |
| シングルライダー                                            | シングルライダー                                            |                                                                  | ○                                                                |

グリズリー・ピーク ･ エアフィールドにある。「ソアリン・オーバー・カリフォルニア」として、2001年のディズニー・カリフォルニア・アドベンチャーの開園と同時にオープンした。ディズニーランド・リゾートの開園60周年記念で、2015年5月に外装などとともに、映像が高画質化されるなどのリニューアルが施された。2016年6月17日、上海ディズニーランドのオープンに合わせて映像が変更され、さらにアトラクション名がソアリン・アラウンド・ザ・ワールドに変更された。
2019年6月1日～30日には、リニューアル前である「ソアリン・オーバー・カリフォルニア」の映像が期間限定で上映される事が発表された。その後8月まで期間延長される事が決定した。

### エプコット
| ソアリン・アラウンド・ザ・ワールド Soarin' Around the World | ソアリン・アラウンド・ザ・ワールド Soarin' Around the World | ソアリン・アラウンド・ザ・ワールド Soarin' Around the World      | ソアリン・アラウンド・ザ・ワールド Soarin' Around the World      |
| ----------------------------------------------------------- | ----------------------------------------------------------- | ---------------------------------------------------------------- | ---------------------------------------------------------------- |
| オープン日                                                  | オープン日                                                  | 2005年5月5日 2016年6月17日（ソアリン・アラウンド・ザ・ワールド） | 2005年5月5日 2016年6月17日（ソアリン・アラウンド・ザ・ワールド） |
| クローズ日                                                  | クローズ日                                                  | 2016年6月16日（ソアリン）                                        | 2016年6月16日（ソアリン）                                        |
| スポンサー                                                  | スポンサー                                                  | なし                                                             | なし                                                             |
| 所要時間                                                    | 所要時間                                                    | 約5分                                                            | 約5分                                                            |
| 利用制限                                                    |                                                             | 身長102cm以上                                                    | 身長102cm以上                                                    |
| ファストパス                                                | ファストパス                                                |                                                                  | ○                                                                |
| シングルライダー                                            | シングルライダー                                            |                                                                  | 対象外                                                           |

フューチャー・ワールドにある。ディズニーランド・リゾート開園50周年を記念し、2005年に「ソアリン」として導入された。映像などはディズニー・カリフォルニア・アドベンチャーと一緒だが、外装がより近未来的になっている。2016年6月17日、上海ディズニーランドのオープンに合わせて映像が変更され、さらにアトラクション名がソアリン・アラウンド・ザ・ワールドに変更された。このリニューアルに伴って混雑緩和のためシアター数を2つから3つに増設して、映像も高画質化された。

### 上海ディズニーランド
| ソアリン・オーバー・ザ・ホライズン Soaring Over the Horizon | ソアリン・オーバー・ザ・ホライズン Soaring Over the Horizon | ソアリン・オーバー・ザ・ホライズン Soaring Over the Horizon | ソアリン・オーバー・ザ・ホライズン Soaring Over the Horizon |
| ----------------------------------------------------------- | ----------------------------------------------------------- | ----------------------------------------------------------- | ----------------------------------------------------------- |
| オープン日                                                  | オープン日                                                  | 2016年6月16日(上海ディズニーランドと同時にオープン)         | 2016年6月16日(上海ディズニーランドと同時にオープン)         |
| スポンサー                                                  | スポンサー                                                  | 銀聯                                                        | 銀聯                                                        |
| 所要時間                                                    | 所要時間                                                    | 約5分                                                       | 約5分                                                       |
| 利用制限                                                    |                                                             | 身長102cm以上                                               | 身長102cm以上                                               |
| ファストパス                                                | ファストパス                                                |                                                             | ○                                                           |
| シングルライダー                                            | シングルライダー                                            |                                                             | 対象外                                                      |

アドベンチャー・アイルにある。上海ディズニーランドの開園と同時にオープンした。アメリカの2つの施設と名称が異なり、ソアリン・オーバー・ザ・ホライズンとなっている。また、英語名もSoaringであり、既存の2つの施設のSoarin'とは異なっている。

### 東京ディズニーシー
| ソアリン:ファンタスティック・フライト Soaring: Fantastic Flight | ソアリン:ファンタスティック・フライト Soaring: Fantastic Flight | ソアリン:ファンタスティック・フライト Soaring: Fantastic Flight | ソアリン:ファンタスティック・フライト Soaring: Fantastic Flight |
| --------------------------------------------------------------- | --------------------------------------------------------------- | --- | --- |
| オープン日                                                      | オープン日                                                      | 2019年7月23日 | 2019年7月23日 |
| スポンサー                                                      | スポンサー                                                      | 新菱冷熱工業 | 新菱冷熱工業 |
| 所要時間                                                        | 所要時間                                                        | 約5分（メインショー） | 約5分（メインショー） |
| 定員                                                            | 定員                                                            | 174名(1シアター87名×2機) | 174名(1シアター87名×2機) |
| 利用制限                                                        |                                                                 | 身長102cm以上 乗り物に1人で座って安定した姿勢を保てない方はご利用になれません。 妊娠中の方はご利用をご遠慮ください。 高所に不安のある方、乗り物に酔いやすい方はご利用をご遠慮ください。 | 身長102cm以上 乗り物に1人で座って安定した姿勢を保てない方はご利用になれません。 妊娠中の方はご利用をご遠慮ください。 高所に不安のある方、乗り物に酔いやすい方はご利用をご遠慮ください。 |
| ファストパス                                                    | ファストパス                                                    | | 対象外、DPA（ディズニープレミアアクセス）対象アトラクション |
| シングルライダー                                                |                                                                 | | |

メディテレーニアンハーバーに設置された。2016年4月27日に初めて建設されることが公式発表され、2019年1月18日には同年7月23日グランドオープンであることが発表された。内容は、メディテレーニアンハーバーを見下ろす丘に建つ、人類が夢見た空を飛ぶことをたたえる博物館「ファンタスティック・フライト・ミュージアム」を訪れたゲストは、S.E.A.の一員のカメリア・ファルコのスピリットと不思議な出会いをし、彼女が仲間とともに開発した空を飛ぶ乗り物「ドリームフライヤー」に乗って風や匂いを感じながら、世界中の名所や大自然をめぐる雄大な空の旅を楽しむことができる。
基本的に本編映像はソアリン・アラウンド・ザ・ワールドをベースとしているが、以下は東京ディズニーシーのオリジナル。
- クライマックス前、パリの夜景（エッフェル塔付近）のシーンが東京の夜景（レインボーブリッジ付近～東京タワー付近）に変更されている。
- 冒頭の雲のシーンで、カメリアの相棒であるハヤブサのアレッタが飛んでいる（クライマックスの東京ディズニーシー上空にも登場する）。

2019年2月21日より新菱冷熱工業が新たなスポンサーとして発表されており、当アトラクションを提供している。
開業初日には待ち時間が最大で350分に達した。また、開業と同時に公式アプリからファストパスを取得可能となったこともあり、開園から10～20分程でファストパスの発券が終了することが多い。2022年5月19日から「ディズニー・プレミアアクセス」を導入している。

英語表記は上海ディズニーランドのものと同様に、「Soarin'」ではなく「Soaring」表記となっている。

#### カメリア・ファルコ
カメリア・ファルコ (Camellia Falco ,1801-1875) はソアリン:ファンタスティック・フライトに登場している架空の人物。
探険家・冒険家学会（S.E.A.）の初の女性会員である。アナハイムのディズニーランド内トロピカル・ハイダウェイに彼女のオールが飾られている。父チェッリーノ・ファルコに多大な影響を受け、幼い頃から空を飛ぶ事に強い関心を示していた。ファンタスティック・フライト・ミュージアム二代目館長で、「アレッタ」という名前のハヤブサを飼っている。

#### ファンタスティック・フライト・ミュージアムとドリームフライヤー
ファンタスティック・フライト・ミュージアムは、カメリアの父チェッリーノが創設した飛行研究に関する博物館である。1815年9月4日にオープン。チェッリーノが初代館長を務めた。常設展示「飛行へのインスピレーション」では、オベリスクと歴史・生物学・考古学・テクノロジーをイメージした展示を行っている。そのほかに、カメリアの生誕100周年記念で特別展を開催中である。そのため、建物内では肖像画や思い出の品々、研究資料を通して、カメリア自身の人生を振り返る事が出来る。その一環として、彼女が設計したドリームフライヤーが展示されている。

## Trivia
- 映像はIMAXのオムニマックスシステムを使用している。
- 映像のクライマックスである夜景と花火のシーンが、リニューアル後は各パーク毎に異なるようになった。DCA版はディズニーランド上空（リニューアル前と同じだか撮り直しされている）、エプコット版はエプコット上空、上海版は上海市上空、東京版は東京ディズニーシー上空となっている。一部3つの花火が重なってミッキーフェイスになるものがある（隠れミッキーのひとつ）が、エプコット版のみパークシンボルの「スペースシップ・アース」に花火が重なってミッキーフェイスになる（スペースシップ・アースが顔、花火が耳）。なお、アメリカの2パークでは花火が打ち上がる前にティンカー・ベルが登場する。
- リニューアル後に使用されている音楽はブルース・ブロートンがジェリー・ゴールドスミスの作曲したソアリン ･ オーバー ･ カリフォルニア版を編曲し、ロンドン・スタジオ・オーケストラが演奏したものであり、シーンに合わせたアレンジがされている（中国・万里の長城のシーンでは二胡が使われている等）。